# Molophilus berberus
Molophilus berberus là một loài ruồi trong họ Limoniidae. Chúng phân bố ở miền Australasia.